# Укля
У́кля, Укла (бел. У́кля) — озеро в Браславском районе Витебской области Белоруссии в бассейне реки Вята, в 18 км к юго-востоку от Браслава, между деревнями Укля, Голубовщина и Снеги. Входит в Обстерновскую группу озёр.

## Описание
Озеро имеет котловину подпрудного типа. Склоны котловины на севере и юге имеют высоту 10—12 м, на западе и востоке — низкие, заболоченные. Береговая линия извилистая, в северо-восточной части озера образует глубоководный залив. Литоральная зона узкая, шириной 50—80 м. Дно до глубины 3,0—3,5 м выстлано песком и илом, ниже — сапропелем.
Озеро эвтрофное. Зарастает до глубины 2,0—2,5 м на расстоянии 150—200 м от берегов. В озеро впадают ручьи, в том числе из озера Иново, и вытекает ручей в озеро Обстерно.

## Животный и растительный мир
Окрестные леса богаты земляникой, черникой, брусникой, дикорастущей малиной, а также грибами.
В озере водятся окунь, лещ, щука, плотва, краснопёрка, линь, налим, судак, угорь и другие виды рыб. Производится промысловый лов рыбы, также организовано платное любительское рыболовство. Разрешена подводная охота.